# Ronde van Vlaanderen 2014
De 98e editie van de wielerwedstrijd Ronde van Vlaanderen werd gehouden op 6 april 2014.

## Mannen
De wedstrijd maakt deel uit van de UCI World Tour 2014. De Zwitser Fabian Cancellara was titelverdediger en slaagde erin ook de editie 2014 te winnen, vóór Greg Van Avermaet en Sep Vanmarcke.

### Parcours
Ten opzichte van de editie van 2013 werd het parcours grondig gewijzigd. De drie (steeds kleiner wordende) lussen met de Oude Kwaremont en de Paterberg werden veranderd. Toch moest de Oude Kwaremont opnieuw drie keer beklommen worden en de Paterberg nog twee keer. Maar in de laatste grote ronde kregen de Koppenberg, de Taaienberg en de Kruisberg een meer prominente rol. De start vond opnieuw op de Markt in Brugge plaats. De finish lag voor het derde jaar in Oudenaarde.

#### Hellingen
In totaal moesten de renners 17 hellingen bedwingen:
| Nummer | Naam                  | Kilometer | Bestrating | Lengte (m) | Gemiddelde helling | Maximale helling |
| ------ | --------------------- | --------- | ---------- | ---------- | ------------------ | ---------------- |
| 1      | Oude Kwaremont        | 109       | kasseien   | 2200       | 4,2%               | 11%              |
| 2      | Kortekeer             | 119       | asfalt     | 1000       | 6,4%               | 17,1%            |
| 3      | Eikenberg             | 127       | kasseien   | 1300       | 6,2%               | 11%              |
| 4      | Wolvenberg            | 130       | asfalt     | 666        | 6,8%               | 17,3%            |
| 5      | Molenberg             | 142       | kasseien   | 463        | 7%                 | 14,2%            |
| 6      | Leberg                | 163       | asfalt     | 700        | 6,1%               | 14%              |
| 7      | Valkenberg            | 171       | asfalt     | 875        | 6%                 | 15%              |
| 8      | Kaperij               | 181       | asfalt     | 1250       | 5%                 | 8%               |
| 9      | Kanarieberg           | 189       | asfalt     | 1000       | 7,7%               | 14%              |
| 10     | Oude Kwaremont        | 205       | kasseien   | 2200       | 4,2%               | 11%              |
| 11     | Paterberg             | 208       | kasseien   | 400        | 12,5%              | 20%              |
| 12     | Koppenberg            | 215       | kasseien   | 600        | 11,6%              | 22%              |
| 13     | Steenbeekdries        | 220       | kasseien   | 820        | 7,6%               | 12,8%            |
| 14     | Taaienberg            | 222       | kasseien   | 800        | 7,1%               | 18%              |
| 15     | Kruisberg(Oudestraat) | 233       | kasseien   | 1875       | 5%                 | 9%               |
| 16     | Oude Kwaremont        | 243       | kasseien   | 2200       | 4,2%               | 12%              |
| 17     | Paterberg             | 246       | kasseien   | 400        | 12,5%              | 20%              |

#### Kasseistroken
Naast de hellingen krijgen de renners ook nog 6 vlakke kasseistroken voor de wielen geschoven.
| Nummer | Naam             | Kilometer | Lengte (m) |
| ------ | ---------------- | --------- | ---------- |
| 1      | Ruitersstraat    | 130       | 800        |
| 2      | Kerkgate         | 133       | 2650       |
| 3      | Holleweg         | 136       | 350        |
| 4      | Paddestraat      | 147       | 2300       |
| 5      | Haaghoek         | 160       | 2000       |
| 6      | Mariaborrestraat | 219       | 2000       |

#### Dorp van de Ronde
Dit jaar is Heule, deelgemeente van Kortrijk, het dorp van de Ronde. Ter ere van Gerard Debaets, tweevoudig winnaar van de Ronde van Vlaanderen in  1924 en  1927.

### Deelnemende ploegen
| 18 UCI World Tour-ploegen | 18 UCI World Tour-ploegen | 18 UCI World Tour-ploegen | 7 wildcards                 |
| ------------------------- | ------------------------- | ------------------------- | --------------------------- |
| AG2R La Mondiale          | FDJ.fr                    | Movistar                  | Topsport Vlaanderen-Baloise |
| Astana                    | Garmin Sharp              | Omega Pharma-Quick-Step   | Wanty-Groupe Gobert         |
| Belkin                    | Giant-Shimano             | Orica-GreenEdge           | Cofidis                     |
| BMC Racing Team           | Lampre-Merida             | Sky ProCycling            | MTN-Qhubeka                 |
| Cannondale                | Lotto-Belisol             | Tinkoff-Saxo              | Androni Giocattoli          |
| Europcar                  | Katjoesja                 | Trek Factory Racing       | NetApp-Endura               |
|                           |                           |                           | IAM Cycling                 |

### Rituitslag
| Ronde van Vlaanderen 2014 |                     |                         |          |
| Plaats                    | Naam                | Ploeg                   | Tijd     |
| 1                         | Fabian Cancellara   | Trek Factory Racing     | 6u15'25" |
| 2                         | Greg Van Avermaet   | BMC Racing Team         | z.t      |
| 3                         | Sep Vanmarcke       | Belkin Pro Cycling Team | z.t      |
| 4                         | Stijn Vandenbergh   | Omega Pharma-Quick-Step | z.t      |
| 5                         | Alexander Kristoff  | Katjoesja               | + 8"     |
| 6                         | Niki Terpstra       | Omega Pharma-Quick-Step | + 18"    |
| 7                         | Tom Boonen          | Omega Pharma-Quick-Step | + 35"    |
| 8                         | Geraint Thomas      | Sky ProCycling          | + 37"    |
| 9                         | Björn Leukemans     | Wanty-Groupe Gobert     | + 41"    |
| 10                        | Sebastian Langeveld | Garmin Sharp            | + 43"    |
| 11                        | Vincent Jérôme      | Team Europcar           | + 1' 12" |
| 12                        | Marcus Burghardt    | BMC Racing Team         | z.t.     |
| 13                        | Nicki Sørensen      | Tinkoff-Saxo            | + 1' 15" |
| 14                        | Dries Devenyns      | Giant-Shimano           | + 1' 19" |
| 15                        | John Degenkolb      | Giant-Shimano           | + 1' 25" |
| 16                        | Peter Sagan         | Cannondale              | z.t.     |
| 17                        | Filippo Pozzato     | Lampre-Merida           | z.t.     |
| 18                        | Zdeněk Štybar       | Omega Pharma-Quick-Step | z.t.     |
| 19                        | Sylvain Chavanel    | IAM Cycling             | z.t.     |
| 20                        | Sébastien Minard    | AG2R-La Mondiale        | z.t.     |

## Vrouwen
De Ronde van Vlaanderen was bij de vrouwen aan zijn elfde editie toe. De wedstrijd maakt deel uit van de wereldbeker en werd gewonnen door Ellen van Dijk na een solo van 25 kilometer.

### Rituitslag
| Plaats  | Naam                   | Ploeg                  | Tijd     |
| ------- | ---------------------- | ---------------------- | -------- |
| Winnaar | Ellen van Dijk         | Boels Dolmans          | 3u47'50" |
| 2       | Elizabeth Armitstead   | Boels Dolmans          | + 1'01"  |
| 3       | Emma Johansson         | Orica-AIS              | z.t.     |
| 4       | Elisa Longo Borghini   | Hitec Products         | + 1'03"  |
| 5       | Annemiek van Vleuten   | Rabo-Liv               | z.t.     |
| 6       | Anna van der Breggen   | Rabo-Liv               | z.t.     |
| 7       | Liesbet De Vocht       | Lotto Belisol Ladies   | z.t.     |
| 8       | Megan Guarnier         | Boels Dolmans          | z.t.     |
| 9       | Tiffany Cromwell       | Specialized-Lululemon  | z.t.     |
| 10      | Evelyn Stevens         | Specialized-Lululemon  | z.t.     |
| 11      | Pauline Ferrand-Prévot | Rabo-Liv               | + 1'10"  |
| 12      | Lucinda Brand          | Rabo-Liv               | + 1'16"  |
| 13      | Kirsten Wild           | Giant-Shimano          | + 1'21"  |
| 14      | Jolien D'Hoore         | Lotto Belisol Ladies   | z.t.     |
| 15      | Trixi Worrack          | Specialized-Lululemon  | z.t.     |
| 16      | Charlotte Becker       | Wiggle Honda           | z.t.     |
| 17      | Elena Cecchini         | Estado de México-Faren | z.t.     |
| 18      | Giorgia Bronzini       | Wiggle Honda           | z.t.     |
| 19      | Małgorzata Jasińska    | Alé Cipollini          | z.t.     |
| 20      | Sofie De Vuyst         | Futurumshop.nl-Zannata | z.t.     |

1913 · 
1914 · 
1915 · 
1916 · 
1917 · 
1918 · 
1919 · 
1920 · 
1921 · 
1922 · 
1923 · 
1924 · 
1925 · 
1926 · 
1927 · 
1928 · 
1929 · 
1930 · 
1931 · 
1932 · 
1933 · 
1934 · 
1935 · 
1936 · 
1937 · 
1938 · 
1939 · 
1940 · 
1941 · 
1942 · 
1943 · 
1944 · 
1945 · 
1946 · 
1947 · 
1948 · 
1949 · 
1950 · 
1951 · 
1952 · 
1953 · 
1954 · 
1955 · 
1956 · 
1957 · 
1958 · 
1959 · 
1960 · 
1961 · 
1962 · 
1963 · 
1964 · 
1965 · 
1966 · 
1967 · 
1968 · 
1969 · 
1970 · 
1971 · 
1972 · 
1973 · 
1974 · 
1975 · 
1976 · 
1977 · 
1978 · 
1979 · 
1980 · 
1981 · 
1982 · 
1983 · 
1984 · 
1985 · 
1986 · 
1987 · 
1988 · 
1989 · 
1990 · 
1991 · 
1992 · 
1993 · 
1994 · 
1995 · 
1996 · 
1997 · 
1998 · 
1999 · 
2000 · 
2001 · 
2002 · 
2003 · 
2004 · 
2005 · 
2006 · 
2007 · 
2008 · 
2009 · 
2010 · 
2011 · 
2012 · 
2013 · 
2014 · 
2015 · 
2016 · 
2017 · 
2018 · 
2019 · 
2020 · 
2021 · 
2022 · 
2023 · 
2024
Lijst van beklimmingen
 Tour Down Under · 
 Parijs-Nice · 
 Tirreno-Adriatico · 
 Milaan-San Remo · 
 Ronde van Catalonië · 
 E3 Harelbeke · 
 Gent-Wevelgem · 
 Ronde van Vlaanderen · 
 Ronde van het Baskenland · 
 Parijs-Roubaix · 
 Amstel Gold Race · 
 Waalse Pijl · 
 Luik-Bastenaken-Luik · 
 Ronde van Romandië · 
 Ronde van Italië · 
 Critérium du Dauphiné · 
 Ronde van Zwitserland · 
 Ronde van Frankrijk · 
 Clásica San Sebastián · 
 Ronde van Polen · 
  Eneco Tour · 
 Ronde van Spanje · 
 Vattenfall Cyclassics · 
 GP Ouest France-Plouay · 
 Grote Prijs van Quebec · 
 Grote Prijs van Montreal · 
 UCI Ploegentijdrit · 
 Ronde van Lombardije · 
 Ronde van Peking